# Xã Locke, Quận Elkhart, Indiana
Xã Locke (tiếng Anh: Locke Township) là một xã thuộc quận Elkhart, tiểu bang Indiana, Hoa Kỳ. Năm 2010, dân số của xã này là 3.913 người.